# Pseudococcus macswaini
Pseudococcus macswaini är en insektsart som beskrevs av Mckenzie 1962. Pseudococcus macswaini ingår i släktet Pseudococcus och familjen ullsköldlöss. Inga underarter finns listade i Catalogue of Life.